# بساس
بساس (به اسپانیایی: Bezas) یک شهرستان در اسپانیا است که در استان تروئل واقع شده‌است.

## خصوصیات
بساس ۲۶٫۳۲ کیلومترمربع مساحت و ۷۲ نفر جمعیت دارد و ۱٬۱۶۵ متر بالاتر از سطح دریا واقع شده‌است.